# Interstate 229 (Missouri)
Pour les articles homonymes, voir I-229.
L'Interstate 229 (I-229) est une autoroute auxiliaire de 15 miles (24 km) de long qui traverse la ville de Saint Joseph, dans le Missouri. Elle commence au sud-est de la ville en croisant l'I-29 / US 71 et se dirige vers le nord-ouest de la ville. Au centre de Saint Joseph, elle forme un multiplex avec la US 59. Au nord de l'échangeur avec la US 36, les deux voies se superposent le long de la rivière Missouri. Les deux routes se séparent à la fin du viaduc. L'I-229 se termine à un second échangeur avec l'I-29 / US 71 au nord de Saint Joseph.
La portion du centre-ville est la deuxième voie superposée du Missouri, l'autre étant à Saint Louis (I-64). C'est l'une des rares des États-Unis et du monde.
L'autoroute a été construite à la fin des années 1970 et au début des années 1980. Elle est destinée à traverser le centre-ville de Saint Joseph. Une portion de l'historique Robidoux Row, une zone de la ville construite par les fondateurs, a été détruite pour permettre la construction du viaduc le long de la rivière Missouri.

## Description du tracé
La 229 part de l'interstate 29 se dirige vers l'ouest pour rejoindre le centre-ville de Saint Joseph. Elle suit pendant environ 4 miles la rive est de la rivière Missouri, et passe tout près du centre-ville de la ville, à l'ouest. Elle se dirige ensuite vers le nord-est-nord pour finalement aller rejoindre l'interstate 29, terminus nord de la 229, après avoir parcouru 15 miles autour de la ville de Saint Joseph.
L'I-229 débute au sud-est de Saint Joseph avec un échangeur avec l'I-29 / US 71 dans le comté rural de Buchanan. Elle se dirige vers le nord-ouest et croise immédiatement la Route A, mais seulement en direction sud. Au nord de l'autoroute, il y a des développements résidentiels alors qu'au sud, on y trouve plutôt des champs. Un autre échangeur donne accès à la Route 752. Seuls les automobilistes en direction nord ont accès à cet échangeur. En direction sud, l'échangeur suivant donne un accès à cette route.

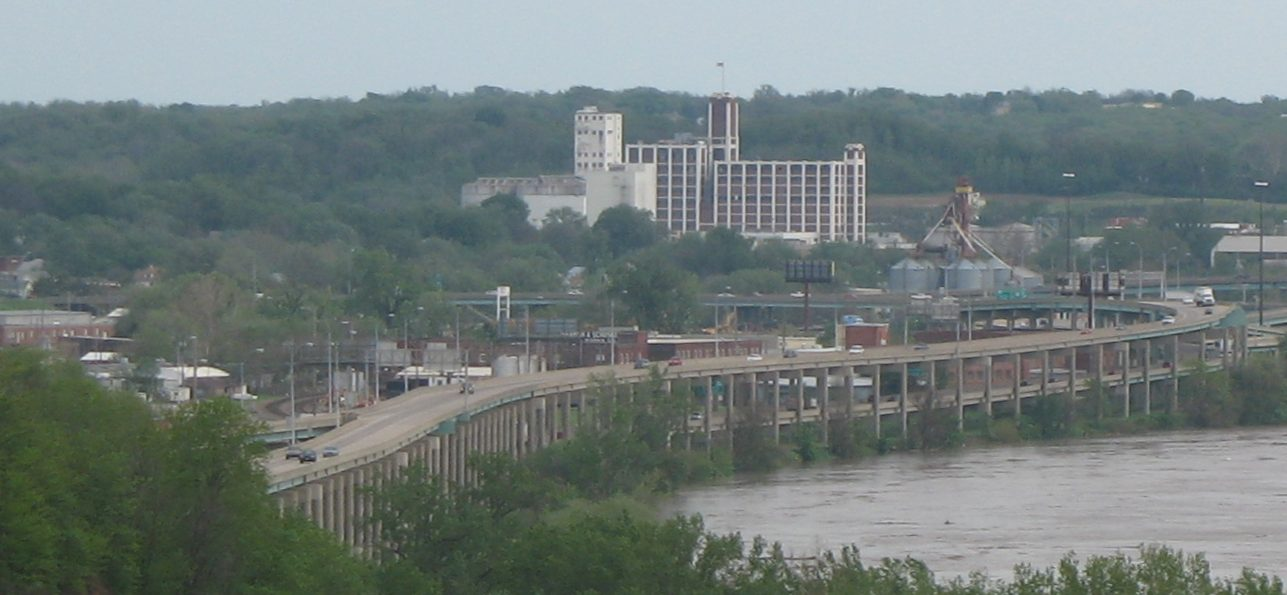
Le viaduc de l'I-229 tout près du centre-ville de Saint Joseph, sur la rivière Missouri.

Alors que l'I-229 approche du centre-ville, elle croise East Lake Boulevard, qui la relie à la US 59 pour le trafic en direction nord. C'est à l'échangeur suivant que la US 59 se joint à l'I-229 et que les deux voies forment un multiplex. Elles croisent la US 36 au centre-ville. C'est après cette jonction que les deux voies se superposent sur un viaduc et longent la rivière Missouri. Les voies en direction nord sont alors au-dessus de celles en direction sud.
Le viaduc parcourt la rive est de la rivière Missouri pour à peine plus d'un mile (1,6 km). À l'extrémité sud du viaduc, un échangeur permet d'accéder à la Route 759 en direction sud. À environ le trois quart du viaduc, des rampes donnent accès au centre des affaires de Saint Joseph. Le viaduc se termine à l'Avenue St. Joseph, là où la US 59 quitte l'I-229. L'autoroute entre ensuite dans le comté d'Andrew. L'échangeur avec la Route K donne accès à Amazonia. L'I-229 continue vers le nord où elle se termine à un échangeur avec l'I-29 / US 71.

## Liste des sorties
| Interstate 229                            |                     |       |       |        |                                                |                                                                                    |
| Comté                                     | Municipalité        | mi    | km    | Sortie | Intersections / Destinations                   | Notes                                                                              |
| Buchanan                                  | Washington Township | 0,00  | 0,00  |        | I-29 / US 71 – Council Bluffs, Kansas City     | Terminus sud; sortie 43 de l'I-29                                                  |
| Buchanan                                  | Washington Township | 0,76  | 1,22  | 1C     | Route A                                        | Sortie direction sud, entrée direction nord                                        |
| Buchanan                                  | Washington Township | 1,91  | 3,08  | 1D     | Route 752 (en)                                 | Sortie direction nord, entrée direction sud                                        |
| Buchanan                                  | Saint Joseph        | 2,94  | 4,73  | 3      | Route 371 (en) (S. 22nd Street)                |                                                                                    |
| Buchanan                                  | Saint Joseph        | 4,08  | 6,57  | 4      | E. Lake Boulevard                              | Sortie direction nord, entrée direction sud                                        |
| Buchanan                                  | Saint Joseph        | 4,67  | 7,51  | 4A     | US 59 sud (S. 6th Street) / Atchison Street    | Terminus sud du multiplex avec US 59; sortie direction sud, entrée direction nord  |
| Buchanan                                  | Saint Joseph        | 5,18  | 8,33  | 4B     | US 36 – Hiawatha, Cameron                      |                                                                                    |
| Buchanan                                  | Saint Joseph        | 5,57  | 8,97  | 5      | Route 759 (en) vers US 36                      | Sortie direction sud, entrée direction nord                                        |
| Buchanan                                  | Saint Joseph        | 6,21  | 10,00 | 6A     | Edmond Street – Quartier des affaires          | Sortie direction nord, entrée direction sud                                        |
| Buchanan                                  | Saint Joseph        | 6,60  | 10,63 | 6A     | Felix Street – Quartier des affaires           | Sortie direction sud, entrée direction nord                                        |
| Buchanan                                  | Saint Joseph        | 6,65  | 10,70 | 6B     | US 59 nord (St. Joseph Avenue)                 | Terminus nord du multiplex avec US 59; sortie direction nord, entrée direction sud |
| Buchanan                                  | Saint Joseph        | 7,67  | 12,34 | 7      | Highland Avenue                                |                                                                                    |
| Andrew                                    | Jefferson Township  | 11,38 | 18,32 | 11     | Route K – Amazonia                             |                                                                                    |
| Andrew                                    | Jefferson Township  | 14,42 | 23,21 | 14A-C  | I-29 / US 71 sud – Council Bluffs, Kansas City | Sortie 56A de l'I-29                                                               |
| Andrew                                    | Jefferson Township  | 15,03 | 24,18 | 14B    | US 71 nord – Maryville                         | Terminus nord; sortie 56B de l'I-29                                                |
| - Terminus de multiplex - Accès incomplet |                     |       |       |        |                                                |                                                                                    |